# Deux moi
Deux moi è un film del 2019 diretto da Cédric Klapisch.

## Trama
Rémy (François Civil), che ha un lavoro non qualificato, e Mélanie (Ana Girardot) ricercatrice scientifica, sono due trentenni parigini in balia di momenti depressivi (causati da un passato irrisolto che causa sofferenza ed acuiti dalla solitudine della metropoli) che cercano invano di svoltare pagina, di costruire una relazione, di incontrare un’anima gemella. Due individui, due esistenze, due percorsi completamente divisi e diversi. Si sfiorano ma non si notano, sebbene facciano la spesa negli stessi posti, siano entrambi legati da un piccolo e tenero gattino e vivano in case adiacenti con terrazzi allo stesso piano e confinanti.
Decidono di rivolgersi a due psicoterapeuti che a loro volta oltre che colleghi sono anche amici. Gli analisti ascolteranno le rispettive storie dei loro pazienti e li guideranno verso un percorso di crescita personale e di rinascita sino a fargli trovare la pace con sé stessi e a uscire dalla confusione emotiva. I due alla fine e per caso, si incontreranno ad una lezione di ballo nella scuola consigliata loro da Mansur (Simon Abkarian) il proprietario del bazar orientale del quartiere (che Rémy e Melanie frequentano per i rispettivi acquisti) che ha una parola gentile per tutti i suoi clienti ed è amico di entrambi. L’approccio dei due al contatto corporeo e visivo lascia presagire qualcosa di magico.